# Chariton (Iowa)
Chariton é uma cidade localizada no estado americano de Iowa, no Condado de Lucas.

## Demografia
Segundo o censo americano de 2000, a sua população era de 4573 habitantes.
Em 2006, foi estimada uma população de 4554, um decréscimo de 19 (-0.4%).

## Geografia
De acordo com o United States Census Bureau tem uma área de
9,6 km², dos quais 9,6 km² cobertos por terra e 0,0 km² cobertos por água. Chariton localiza-se a aproximadamente 315 m acima do nível do mar.

## Localidades na vizinhança
O diagrama seguinte representa as localidades num raio de 20 km ao redor de Chariton.